# Phylogénie des opilions

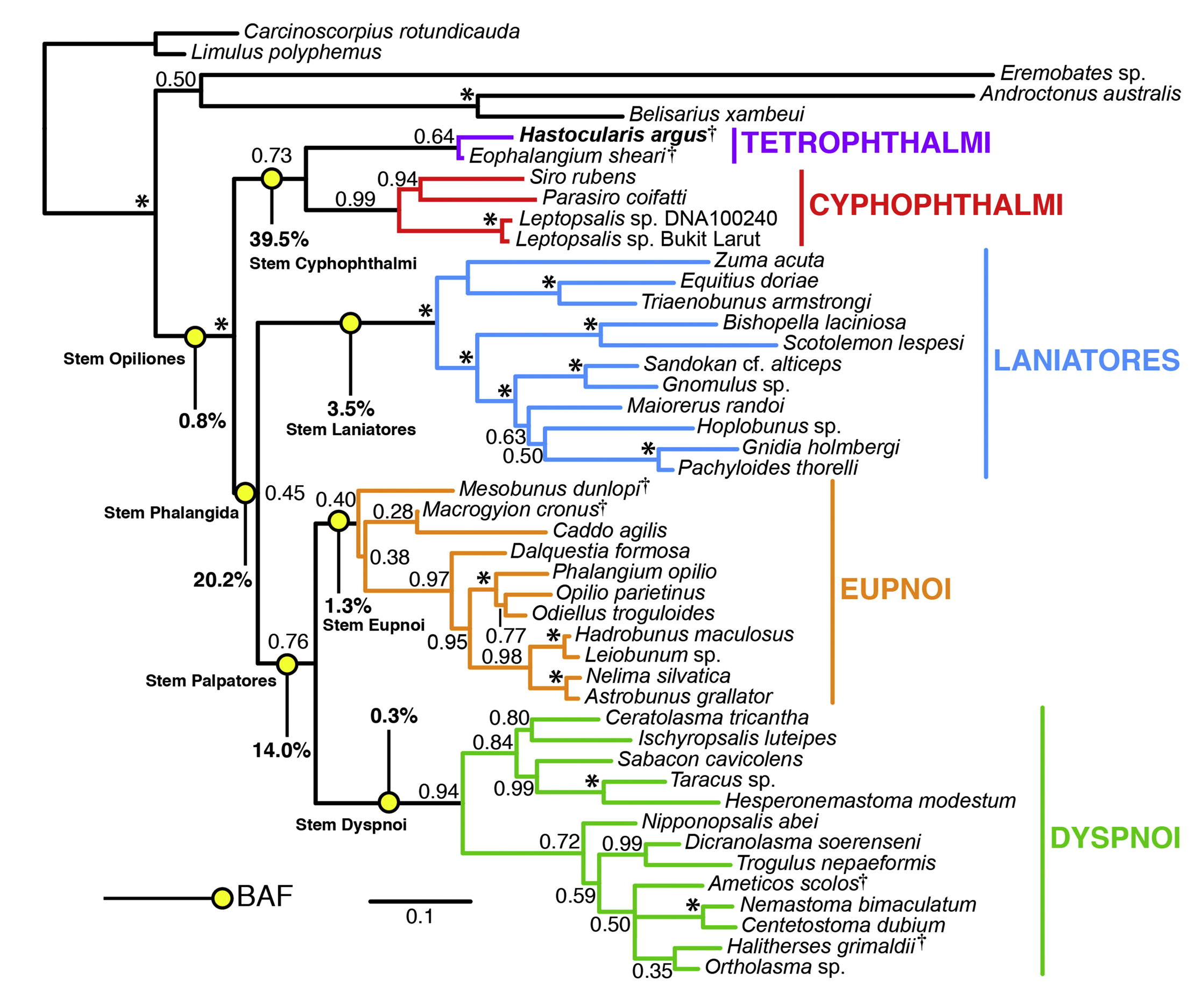
Analyse phylogénétique par Garwood et al. (2014) montrant la diversification des Opiliones

La phylogénie des opilions étudie les relations de parenté des opilions (Opiliones), un ordre d'arachnides, souvent confondu avec les araignées, bien que les deux ordres ne soient pas étroitement liés. 
La recherche sur la phylogénie des opilions et leur arbre phylogénétique évolue sans arrêt : alors que certaines familles sont clairement monophylétiques, c'est-à-dire partageant un ancêtre commun, d'autres ne le sont pas, et les relations entre les familles d'opilions sont souvent mal comprises.

## Position dans l'ordre des Arachnides
Les relations des opilions avec les autres ordres d'arachnides ne sont pas encore suffisamment définies.
Jusque dans les années 1980, ils étaient considérés étroitement liés aux acariens (Acari). En 1990, Shultz proposa de les regrouper avec les scorpions, les pseudoscorpions et les solifuges (Solifugae) ; il nomma ce clade Dromopoda. Ce point de vue est aujourd'hui largement accepté. Cependant, les relations entre les ordres au sein de Dromopoda ne sont pas encore suffisamment définies. Lorsqu'on tient compte de récents taxons, les Opilions apparaissent comme un groupe frère du groupe Novogenuata (scorpions, pseudoscorpions et solifuges).
Lorsqu'on considère également les fossiles, les opilions sont un groupe frère de Haplocnemata (pseudoscorpions et solifuges). Des analyses récentes ont également caractérisé les Opilions comme un groupe frère de l'ordre fossile Phalangiotarbida, bien que ce propos suscite un faible soutien.

## Relations entre les sous-ordres
En 1796, Pierre André Latreille a érigé la famille Phalangida comme le groupe maintenant appelé Opilions, mais en incluant également le genre Galeodes (Solifugae). Tord Tamerlan Teodor Thorell (1892) a reconnu les sous-ordres Palpatores, Laniatores, Cyphophthalmi (appelé Anepignathi), mais en incluant aussi les Ricinulei comme un sous-ordre d'opilions. Ces derniers ont été retirés des Opilions par Hansen et William Sørensen (1904), rendant ainsi monophylétique le groupe des Opilions.
Selon les plus récentes théories, Cyphophthalmi est un groupe frère de tous les autres opilions, qui, d'après ce système, sont appelés Phalangida. Les Phalangida sont composés de trois sous-ordres, les Eupnoi, les Dyspnoi et les Laniatores. Bien que les trois soient chacun monophylétiques, les relations entre eux ne sont pas encore claires. En 2002, Giribet et al. en sont venus à la conclusion que Dyspnoi et Laniatores sont des groupes frères, et les ont appelés Dyspnolaniatores, groupe frère des Eupnoi. Ceci contraste avec l'hypothèse classique que Dyspnoi et Eupnoi forment un clade appelé Palpatores. Dyspnolaniatores a également été repris dans une étude de 2011.
L'analyse génétique effectuée sur un spécimen moderne de Phalangium opilio a montré qu'un gène supprimé, s'il était activé, générait une deuxième paire d'yeux en position latérale, fournissant la preuve que de présenter quatre yeux est une condition ancestrale.

## Relations au sein de sous-ordres d'opilions

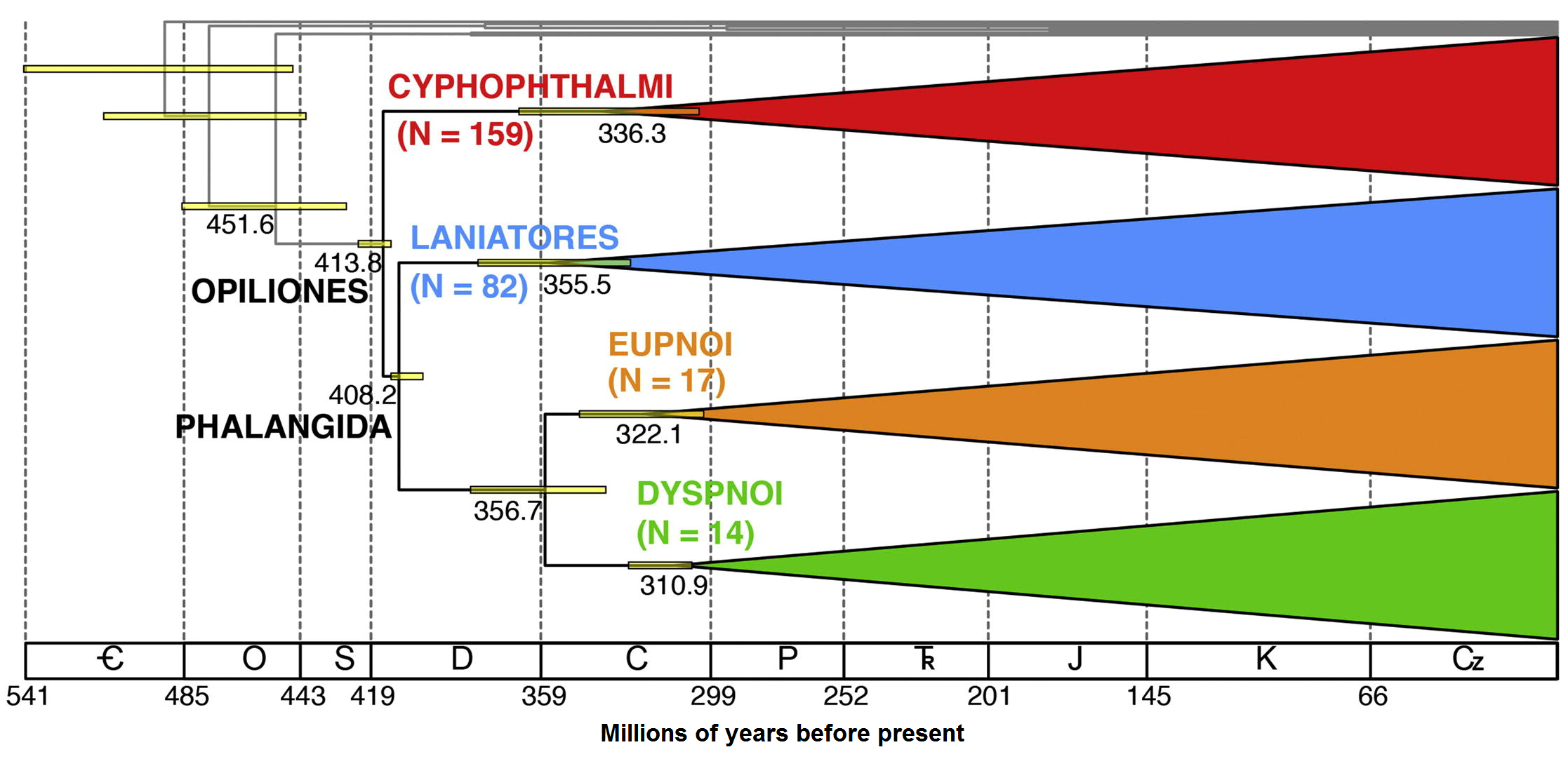
Les analyses phylogénétiques des Opiliones (Garwood et al., 2014)

### Cyphophthalmi
Les Cyphophthalmi ont été divisés en deux infra-ordres, Temperophthalmi (incluant la super-famille Sironoidea, avec les familles Sironidae, Troglosironidae et Pettalidae) et Tropicophthalmi (avec les super-familles Stylocelloidea et sa seule famille Stylocellidae, et Ogoveoidea, y compris Ogoveidae et Neogoveidae). Cependant, des études récentes suggèrent que Sironidae, Neogoveidae et Ogoveidae ne sont pas monophylétiques, tandis que Pettalidae et Stylocellidae le sont. La division entre Temperophthalmi et Tropicophthalmi n'est pas soutenue, avec Troglosironidae et Neogoveidae qui forment probablement un groupe monophylétique. Pettalidae est potentiellement le groupe frère de tous les autres Cyphophthalmi.

### Eupnoi

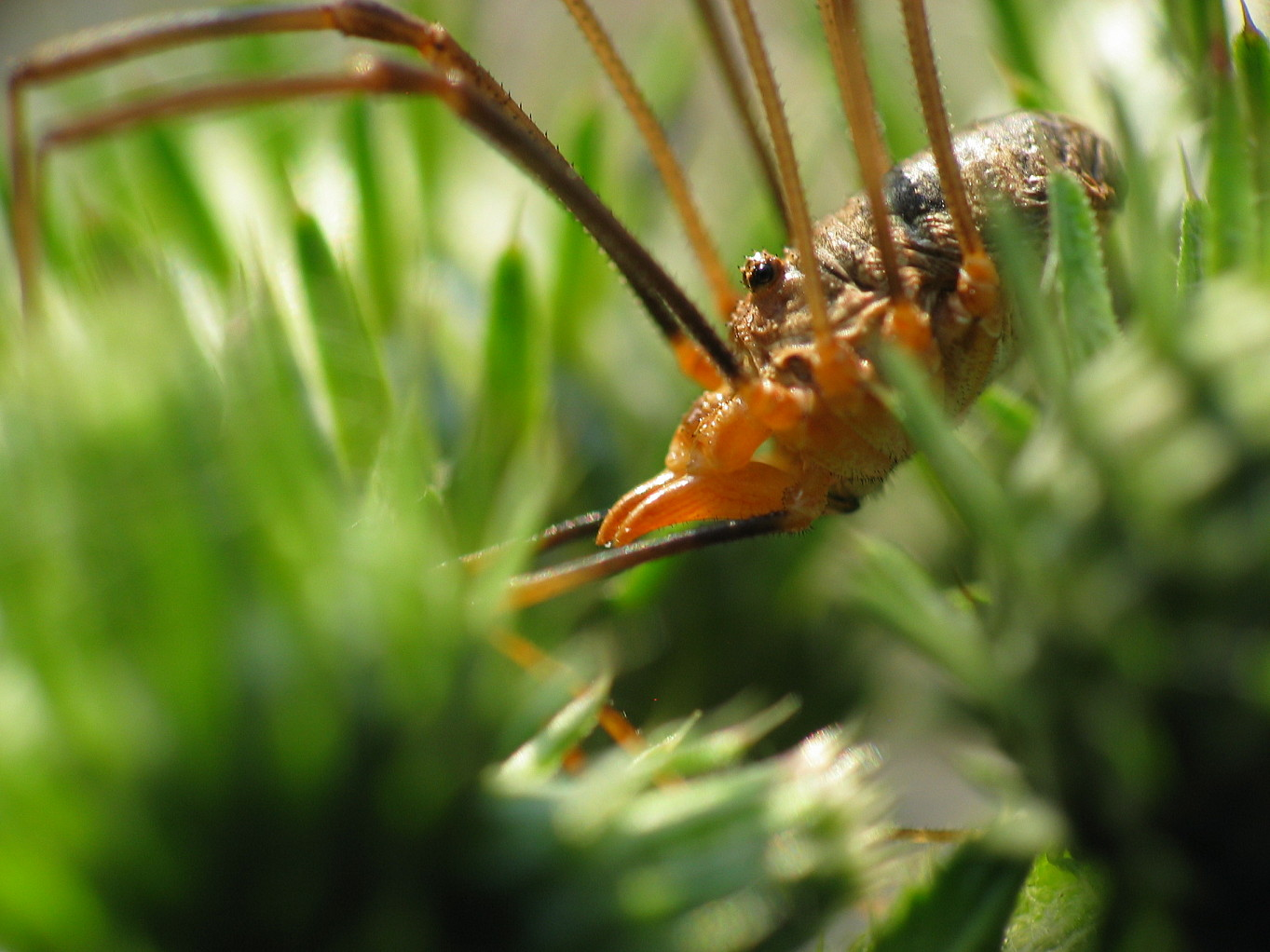
mâle Phalangium opilio

Les Eupnoi sont divisés en deux super-familles, les Caddoidea et les Phalangioidea. Les Phalangioidea sont supposés être monophylétiques, bien que seules les familles Phalangiidae et Sclerosomatidae ont été étudiées. Les Caddoidea n'ont pas du tout été étudiés sur cet aspect. Les limites de familles et sous-familles au sein de Eupnoi sont incertaines dans beaucoup de cas, et présentent un besoin urgent d'études supplémentaires.

### Dyspnoi

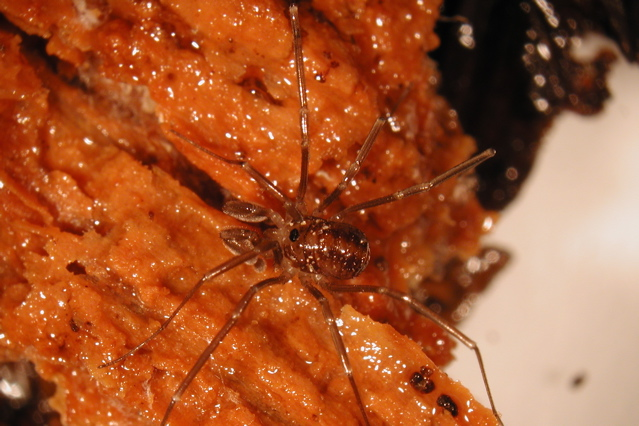
Sabacon cavicolens (Sabaconidae)

Les Dyspnoi sont probablement le groupe d'opilions le mieux étudié concernant la phylogénie. Il est clairement monophylétique, et est divisé en deux super-familles. Les relations de la super-famille Ischyropsalidoidea, comprenant les familles Ceratolasmatidae, Ischyropsalididae et Sabaconidae, ont été étudiées en détail. Il n'est pas clair si les familles Ceratolasmatidae et Sabaconidae sont, chacune, monophylétiques. Toutes les autres familles sont regroupées au sein de Troguloidea.

### Laniatores

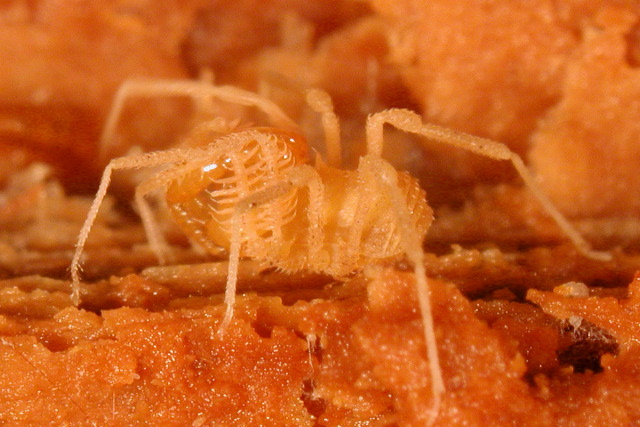
Fumontana deprehendor (Triaenonychidae)

Il n'y a pas encore de phylogénie proposée pour l'ensemble du groupe Laniatores, même si certaines familles ont été étudiées à cet égard. Les Laniatores sont divisés en deux infra-ordres, les Insidiatores Loman, 1900 et les Grassatores Kury, 2002. Cependant, Insidiatores est probablement paraphylétique. Il est constitué des deux super-familles Travunioidea et Triaenonychoidea. Au sein de Travunioidea, la famille des Briggsidae (anciennement connus sous le nom Pentanychidae) pourrait être un groupe frère de tous les autres Laniatores.
Les Grassatores sont traditionnellement divisés en Samooidea, Assamioidea, Gonyleptoidea, Phalangodoidea et Zalmoxoidea. Plusieurs de ces groupes ne sont pas monophylétiques. Des analyses moléculaires vont dans le sens de la monophylie des familles Gonyleptidae, Cosmetidae (toutes deux de la super-famille Gonyleptoidea), Stygnopsidae (actuellement de la super-famille Assamioidea) et Phalangodidae. Phalangodidae et Oncopodidae pourraient ne pas former un groupe monophylétique, rendant ainsi obsolète le groupe Phalangodoidea. Les familles de l’obsolète Assamioidea ont été déplacées dans d'autres groupes : Assamiidae et Stygnopsidae sont maintenant Gonyleptoidea, les Epedanidae résident au sein de leur propre super-famille Epedanoidea, et les Pyramidopidae sont potentiellement liés à Phalangodidae.